# Jachiam Tütschett Bifrun
Jachiam Tütschett Bifrun (* 8. April 1506 in Samedan; † 13. Dezember 1572 vermutlich in Samedan) war ein Schweizer Notar, Landammann, Richter und reformierter Bibelübersetzer im Oberengadin. Er gilt als Wegbereiter und Mitbegründer des Ladinischen, der rätoromanischen Schriftsprache im Engadin und Förderer der Reformation im Oberengadin.

## Leben
Jachiam Tütschett Bifrun wurde 1506 in Samedan im Oberengadin geboren. Seine Eltern waren Gian Bifrun und Ursina Tütschett. Es wird vermutet, dass er der einzige Sohn war und die Lateinschule in Zürich besucht hatte. Im Jahr 1523 zog er nach Paris, wo er drei Jahre lang Jura studierte; dann kehrte er in seine Heimat zurück. Möglicherweise hatte er sich während des Studiums auch Kenntnisse der griechischen Sprache angeeignet. In den Jahren 1525 bis 1527 war sein Vater als Podestà in Tirano; sein Sohn begleitete ihn, wirkte als Notar und lernte dabei auch Italienisch.
Nach seiner Rückkehr wurde Bifrun Notar in Samedan. Von 1531 bis 1552 betätigte er sich auch mehrfach in der Politik. So war er Abgeordneter, Rechtsberater des Gotteshausbundes, Landammann (1532–1556) und oft auch Richter (1537–1558). Es ist zu vermuten, dass er einige dieser Ämter bis zu seinem Tod im Jahr 1572 ausübte.

## Wirken als Bibelübersetzer ins Ladinische
Bifrun war einer der Hauptförderer der Reformation, die 1551 in Samedan eingeführt wurde.
Danach war er als einer der ersten Übersetzer ins Ladinische, die neue Schriftsprache der rätoromanische Sprache, tätig. Er übersetzte den Churer Katechismus von Johannes Comander und Johannes Blasius. Dieses Werk Fuorma wurde 1552 bei Landolfi in Poschiavo gedruckt. Es ist die erste romanische Schrift, die allerdings nur noch in Fragmenten erhalten ist.
Wenig später begann er, das Neue Testament zu übersetzen. Er hatte die lateinische Übersetzung des Erasmus von Rotterdam von 1519 oder 1521, die Froschauer-Bibel von 1531 von Huldrych Zwingli und Leo Jud und die Lutherbibel von 1534 als Vorlage. 
Wo die romanische Sprache noch keine passenden Wörter kannte, entlehnte sie Bifrun oft beim Italienischen oder Lateinischen. Er schuf durch diese Übersetzung die ladinische Schriftsprache und legte einen Grundstein zur Entwicklung der rätoromanischen Bibelübersetzungen. 
1560 liess er auf eigene Kosten seine 874-seitige ladinische Ausgabe des Neuen Testamentes drucken mit dem Titel: L’g Nuof Sainc Testamaint da nos Signer Jesu Christi prais our delg Latin et our d’oters launguax et huossa da noef mis in Arumaunsch. Der Engadiner Reformator Philipp Gallicius steuerte das Vorwort bei, Stevan Zorsch Chiatauni von Chamues-ch besorgte eine Sprachbearbeitung und die Druckvorbereitung, und bei Jacob Kündig in Basel wurde gedruckt.
1556 verfasste er eine lateinische Abhandlung über Milchprodukte, die 1563 in der Ars magirica des Iodochus Willichius Raselli bei Jacob Gessner erschien.

## Werke
- Fuorma. (Reformiertes Bekenntnis, Poschiavo 1552; Neuauflagen: 1571, 1589, 1615 und 1629)
- L’g Nuof Sainc Testamaint da nos Signer IESV CHRISTI. Prais our delg Lation & d’oters launguaux & huossa da noef mis in Arumaunsch, três IACHiam Bifrun d’Agnedina. Schquischo ilg an MDLX Biblia rhaetica. (1560 vermutlich in Basel, eine Neuauflage erfolgte 1607)[4]
- Una cuorta & critiana forma da intraguidar la giuventüna & par lg prüm co e s’cognuoscha Deus & se d’vess. Alhura una declaratiun da la chredinscha Poschiavo. (1560)